# Groupe de NGC 6483
Le groupe de NGC 6483 comprend au moins quatre galaxies situées dans la constellation du Paon. La distance moyenne entre ce groupe et la Voie lactée est d'environ 72,2 Mpc (∼235 millions d'al).

## Membres
Le tableau ci-dessous liste les cinq galaxies du groupe indiquées dans l'article de A.M. Garcia paru en 1993.
| Nom       | Class.      | Type                  | α (J2000.0)   | δ (J2000.0)  | Vitesse radiale (km/s) | m               | Distance (Mpc) | Diamètre (kal) |
| --------- | ----------- | --------------------- | ------------- | ------------ | ---------------------- | --------------- | -------------- | -------------- |
| NGC 6483  | E4          | Elliptique            | 17h 59m 30.8s | -63° 40′ 07″ | 4911 ± 20              | 11,9            | 72,5 ± 5,1     | 146            |
| IC 4664   | (R')SAB(r)b | Spirale intermédiaire | 17h 48m 58.6s | -63° 15′ 16″ | 5036 ± 8               | 12,9            | 74,5 ± 5,2     | 134            |
| PGC 61240 | ?           | ?                     | 18h 00m 10.9s | -63° 43′ 34″ | 4700 ± 210             | 11,751 ± 0,058a | 69,4 ± 5,8     | 67             |
| PGC 61237 | SB(r)0^+    | Lenticulaire          | 17h 59m 40.5s | -63° 41′ 48″ | 4900 ± 99              | 13,16 ± 0,09    | 72,4 ± 5,3     | 102            |

- aDans le proche infrarouge.

Le site DeepskyLog permet de trouver aisément les constellations des galaxies mentionnées dans ce tableau ou si elles ne s'y trouvent pas, l'outil du site constellation permet de le faire à l'aide des coordonnées de la galaxie. Sauf indication contraire, les données proviennent du site NASA/IPAC.